# Чудовиська
Чудовиська (англ. Monsters!) — перший сегмент 15-го епізоду 1-го сезону телевізійного серіалу «Зона сутінків».

## Сюжет
Хлопчик Тобі, один з головних героїв епізоду, дуже захоплюється вампірами та монстрами, так само як і його батько, який в свій час назбирав та згодом подарував Тобі цілу колекцію фантастичної літератури, а також передивився багато фільмів на подібну тематику — як, власне, і його син. Одного разу Тобі задля забави залазить під вантажівку та починає спостерігати звідти за незнайомими чоловіками, однак через деякий час його помічає дивний літній чоловік, який, скориставшись зручним моментом, лякає Тобі вигуком. Останній вилазить з-під вантажівки та знайомиться з чоловіком. Слухаючи розповіді хлопчика про вампірів, містер Бендіктсон (так звуть нового знайомого Тобі) радить йому читати Марка Твена, оскільки вважає, що Тобі лише озвучує стереотипи та стандартні уявлення про вампірів та чудовиськ, думаючи, що досконало вивчив дану тему. Повернувшись додому, Тобі розповідає батькам про містера Бендіктсона, який виявився їхнім сусідом, після чого мати запитує, чи є в нього онуки. Далі Тобі та батько, пообідавши, йдуть дивитися по телевізору черговий фільм про монстрів.
Через деякий час, вийшовши на подвір'я, Тобі помічає неподалік помешкання містера Бендіктсона, який ремонтує свій автомобіль, та, знайшовши натільний хрестик і головку часнику, починає спостерігати за ним. В цей час Тобі стає свідком того, як містер Бендіктсон однією рукою піднімає своє авто, та сильно дивується надприродній фізичній силі чоловіка. Містер Бендіктсон і в цей раз помічає свого нового знайомого та непомітно підходить до нього. Тобі намагається налякати чоловіка, направивши на нього хрестик, однак містер Бендіктсон вчасно ставить захист, схрестивши пальці лівої та правої руки. Під час бесіди чоловік знову радить Тобі читати Марка Твена та запрошує хлопчика пообідати з ним в одній з літніх їдалень. В процесі знайомства та спілкування з містером Бендіктсоном Тобі дізнається багато нового про вампірів та монстрів і підсвідомо робить висновок, що все-таки вони не такі, якими він уявляв їх весь цей час. Поспілкувавшись з містером Бендіктсоном, Тобі повертається додому. Через деякий час Тобі приходить до помешкання містера Бендіктсона, однак не знаходить його там. Помітивши велику шафу, Тобі відкриває її та лякається, коли бачить у ній ємності з людською кров'ю, які містер Бендіктсон приніс з лікарні. В цей час хлопчик остаточно переконується, що має діло зі справжнім вампіром.
Пізно ввечері Тобі починає хворіти. Коли батьки, помірявши температуру Тобі, покидають його кімнату, у її вікні раптом з'являється містер Бендіктсон та пропонує хлопчикові вийти на прогулянку. Вони вдвох приходять до старовинного цвинтаря, де чоловік показує свою власну могилу, яка насправді є порожньою. Далі він пояснює Тобі, що поява монстрів обумовлена генетикою — специфічні рецесивні алелі проявляють себе, стаючи домінантними, що й дає подібний ефект. Перед цим такі люди відчувають щось подібне до застуди або грипу. Себе він також відносить до категорії людей, у яких ця алель є домінантною. Далі містер Бендіктсон бере палицю та починає рухати кущі неподалік могил, внаслідок чого пробуджується та починає літати величезна кількість світлячків. Чоловік заявляє Тобі, що дарує йому цих світлячків, і він робить це для того, щоб той орієнтувався на щось позитивне в житті.
Пізно вночі переглядаючи фільм про монстрів, Тобі та його батько починають відчувати симптоми, подібні до грипу. Мати Тобі трохи згодом теж починає відчувати такі самі ознаки. Коли табло електронного годинника на телевізорі показує 00:12, вся родина в один момент перетворюється на жахливих монстрів, після цього вони, увірвавшись до помешкання містера Бендіктсона, оточують та жорстоко вбивають його. Сам містер Бендіктсон спокійно, без жодного почуття страху приймає свою смерть. Вранці цього ж дня карета швидкої допомоги забирає тіло чоловіка, а Тобі, повернувшись до свого нормального стану, починає тяжко переживати загибель свого старшого друга. Наприкінці епізоду Тобі приводить батька до того самого місця на цвинтарі, де ще цієї ночі він був з покійним містером Бендіктсоном, та показує йому світлячків. Через деякий час батько знову починає відчувати симптоми застуди, що викликає занепокоєння у Тобі.

## Цікавий факт
Епізод не має оповідей ні на початку, ні в кінці.

## Ролі виконують
- Олівер Робінс — Тобі
- Ральф Белламі — містер Бендіктсон
- Брюс Соломон — батько Тобі
- Кетлін Ллойд — мати Тобі
- Льюїс Доубер — Лу Келдерон
- Мері Маргарет Льюїс — Ліз
- Ів Бреннер — сусідка
- Терайн Дженкінс — сусід

## Реліз
Прем'єрний показ епізоду відбувся у США та Великій Британії 24 січня 1986.